# Catedral de Vilna
La catedral de Vilna es la principal iglesia católica de Lituania. Se encuentra en la plaza de la Catedral del centro histórico de la ciudad de Vilna, inscrito como Patrimonio Mundial de la UNESCO. Está advocada a Estanislao de Cracovia y Ladislao I de Hungría.
Las coronaciones del soberano del Gran Ducado de Lituania se celebraron en este templo. Asimismo, en sus criptas y catacumbas se encuentran los restos de algunos monarcas como Vitautas el Grande, su esposa Anna, su hermano Segismundo I Kęstutaitis, su primo Švitrigaila, Casimiro de Polonia, Alejandro I Jagellón, así como dos esposas de Segismundo II de Polonia: Elisabeth de Austria (1526-1545) y Bárbara Radziwill.
En el interior de la catedral, hay más de 40 obras de arte (frescos y pinturas), datadas entre los siglos XVI y XIX. Durante la restauración de la catedral, fueron descubiertos lo que se cree eran el altar y el suelo original de un templo pagano construido en la época del bautismo del rey Mindaugas, además de los restos de la catedral construida en 1387. Un fresco que data del siglo XIV, el fresco más antiguo conocido en Lituania, fue descubierto en la pared de una de las capillas subterráneas.

## Historia

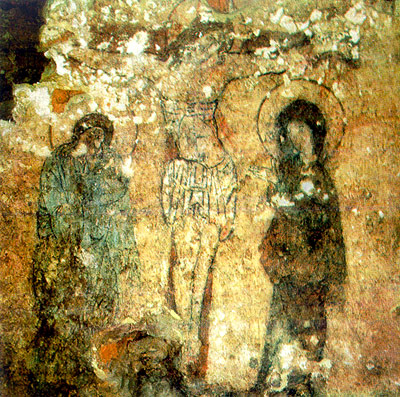
Un fresco en la Catedral de Vilna, que data de la cristianización de Lituania.

Se estima que antes del cristianismo, el dios pagano báltico Perkūnas era adorado en este emplazamiento. El rey lituano Mindaugas hizo construir la catedral en 1251 después de su conversión al cristianismo. Vestigios de esta antigua iglesia cuadrática, con tres naves y contrafuertes macizos, fueron descubiertos a finales del siglo XX. Después de la muerte de Mindaugas en 1263, la catedral se convirtió en un lugar de adoración pagana.
En 1387, cuando Lituania se convirtió al cristianismo, se construyó una segunda catedral de estilo gótico con cinco capillas. Sin embargo, la catedral fue destruida por un incendio en 1419. Durante los preparativos para su coronación como rey de Lituania, Vitautas el Grande hizo construir un edificio aún más grande en su lugar, con tres naves y cuatro torres en las esquinas. El viajero flamenco Guillebert de Lannoy observó similitudes con la catedral de Frombork. Las paredes y los pilares son aún visibles actualmente. En 1522 se restauró la catedral y el campanario construido sobre el tejado de una torre defensiva. Tras el incendio de 1530 tuvo que ser reconstruido, y entre 1534 y 1557 se añadieron nuevas capillas y criptas. Con estas múltiples reconstrucciones, la catedral adquirió elementos arquitectónicos relacionados con el Renacimiento.
En 1529, Segismundo Augusto fue coronado Gran Duque de Lituania en la Catedral. Después de un incendio en 1610 fue nuevamente reconstruida y se le añadieron dos torres en la fachada. La Catedral fue dañada durante la guerra ruso-polaca (1654-1667), siendo renovada y decorada de nuevo varias veces.

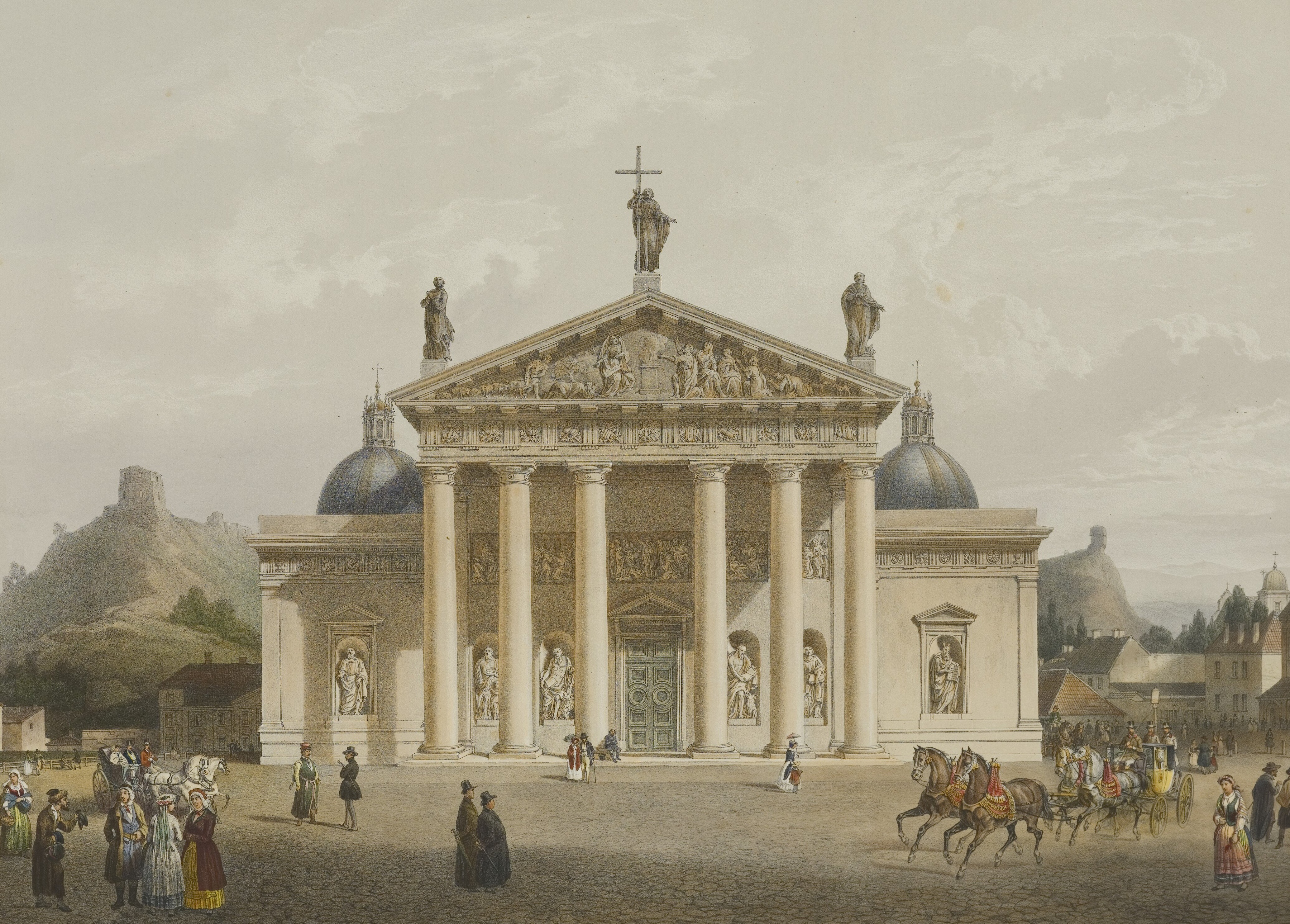
Ilustración antigua de la fachada de la Catedral de Vilna.

Entre 1623 y 1636 por iniciativa de Segismundo III de Polonia, el estilo Barroco de la capilla de Casimiro de Polonia se realizó en gres sueco por el arquitecto real Constantino Tencalla. El interior fue reconstruido en 1691-1692 y decorado con frescos de Michelangelo Palloni, y un altar en estuco de Pietro Perti (escultor y arquitecto italiano del barroco). En 1769, una de las torres construidas en 1666 se derrumbó y destruyó la bóveda de la capilla, matando a seis personas. Tras el accidente, el obispo de Vilna Ignacy Jakub Massalski ordenó la reconstrucción de la Catedral. Los trabajos comenzaron en 1779 y se terminaron en 1783, el interior fue terminado en 1801.
El aspecto actual de la Catedral se debe a esta reconstrucción, sobre todo a los trabajos de Laurynas Gucevičius, quien le dio su estilo neoclásico. La fachada principal está decorada con esculturas de los cuatro evangelistas, esculpidos por el italiano Tommaso Righi. Algunos expertos hacen hincapié en la similitud con la arquitectura de la catedral con las obras de Andrea Palladio o la influencia de Gucevicius, él mismo inspirado en Claude Nicolas Ledoux. La influencia del palladianismo es evidente en las fachadas laterales del edificio. La falta de pureza de la arquitectura clásica, a causa de la adición de elementos barrocos y de otros estilos, ha sido criticada por otros arquitectos.

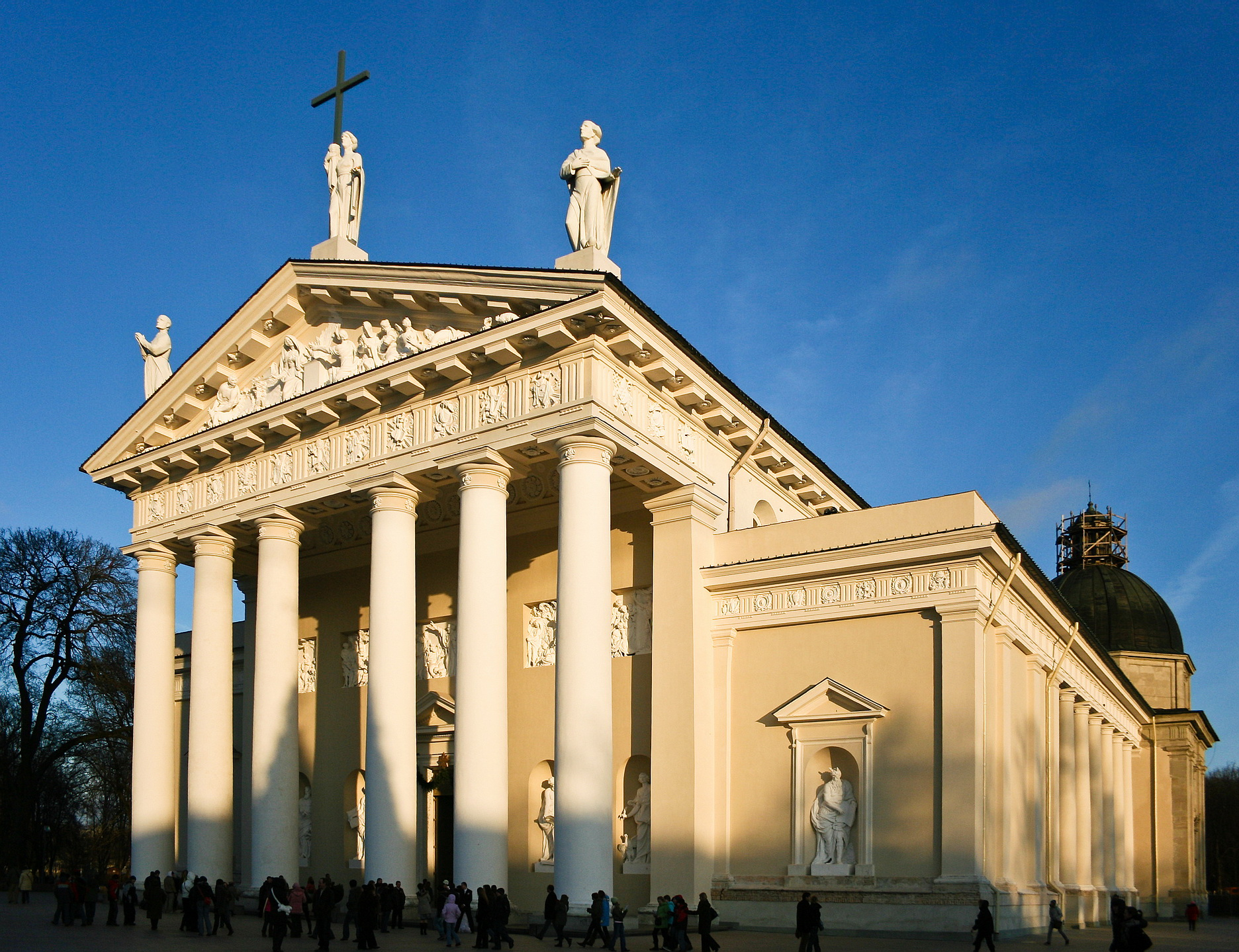
Fachada de la Catedral de Vilna después de su renovación en 2006-2007.

Entre 1786 y 1792 tres esculturas de Kazimierz Jelski fueron colocadas en el tejado de la Catedral: San Casimiro, al sur; San Estanislao al norte y Santa Elena en el centro. Estas esculturas fueron retiradas en 1950 y vueltas a poner en 1997. La escultura de San Casimiro originalmente simbolizó a Lituania, la de San Estanislao a Polonia y Santa Elena a la dominación de Rusia.
En 2002 se iniciaron oficialmente los trabajos de reconstrucción del Palacio Real de Lituania, detrás de la Catedral. Este edificio de nueva construcción ha cambiado sustancialmente el entorno de la catedral.
La catedral y el campanario fueron completamente renovados de 2006 a 2008. Las fachadas han sido cubiertas con pinturas multicolores, mejorando la apariencia externa de los edificios y de los elementos que no se había renovado desde la restauración de 1990 en honor de la independencia de Lituania.